# Mechani-Kong
Mechani-Kong (メカニコング Mekanikongu?), también conocido como Robot Kong (ロボットコング Robotto Kongu), es un doble robot de King Kong presentado en la serie animada de televisión de 1966 The King Kong Show y presentado nuevamente en la película de 1967 King Kong Escapes. El robot fue creado por el Dr. Who (que no debe confundirse con la serie de televisión británica o su personaje principal) para intentar replicar al simio gigante King Kong. En la película, Mechani-Kong fue construido por el Dr. Who con el propósito de extraer un material altamente radioactivo conocido como el Elemento X.

## Visión general
En la película de Toho King Kong Escapes, Mechani-Kong fue construido por el Dr. Who para excavar en busca de Element X, un gran núcleo que contiene una abundancia natural de energía nuclear. Sin embargo, Mechani-Kong no era lo suficientemente resistente como para desenterrar el elemento, ya que los circuitos del robot fueron destruidos por sus ondas magnéticas. El Dr. Who luego secuestra al verdadero Kong para cavar en busca del elemento, colocándolo en un trance hipnótico. Kong finalmente se libera de su trance y nada hacia Tokio, donde él y Mechani-Kong luchan en la cima de la Torre de Tokio. Después de una larga batalla en la que ambos casi caen de la torre, la asociada del Dr. Who, Madame X, arranca los cables de control del robot, lo que provoca un mal funcionamiento de Mechani-Kong. Mechani-Kong cae a su destrucción desde lo alto de la torre, reflejando la muerte de Kong en la película original. 
Mechani-Kong apareció por primera vez en el décimo episodio de The King Kong Show (en el segmento titulado "MechaniKong") como uno de los varios monstruos de la serie utilizada por el Dr. Who para luchar contra Kong. King Kong derrotó al robot al arrojarlo al océano, lo que provocó un corto circuito. 
Mechani-Kong medía 20 metros (65 pies) de alto y pesaba 15,000 toneladas métricas (16,534 toneladas cortas). 

### Habilidades
En la película, además de su gran fuerza, Mechani-Kong tiene luces de alta intensidad en sus ojos que pueden usarse para cegar a los oponentes. Aunque no es tan ágil como el verdadero Kong, Mechani-Kong posee una mayor resistencia. Más tarde se modifica con accesorios en su cintura que usa para transportar múltiples explosivos similares a granadas y aún más tarde con una cúpula en la parte superior de su cabeza que presenta una luz intermitente que puede hipnotizar a sus enemigos. 

## Apariciones
Después de abandonar una nueva versión de King Kong vs. Godzilla en 1991, Tōhō intentó producir una película llamada Godzilla vs. Mechani-Kong. Sin embargo, aunque Tōhō había creado el Mechani-Kong de acción en vivo, Turner exigió el pago por usar la imagen de King Kong. La película fue abandonada a favor de Godzilla vs. King Ghidorah. 

### Películas
- King Kong Escapes (1967)

### Televisión
- The King Kong Show (1966-1969)